# زكام معد في الدجاج
الزكام المعدي هو مرض بكتيري خطير يصيب الدجاج، يصيب الجهاز التنفسي ويتجلى في التهاب المنطقة الواقعة أسفل العين وسيلان الأنف والعطاس. عُثِر على المرض في جميع أنحاء العالم مسببًا خسائر اقتصادية كبيرة، نتجت هذه الخسارة الاقتصادية ناتجة عن التقلب وانخفاض إنتاج البيض في حالة الدجاج البياض. اكتُشِف المرض في أوائل الثلاثينيات من خلال العلامات السريرية.

## العلامات والأعراض
يشمل المظهر السريري للمرض الاكتئاب والإفرازات الأنفية المصلية والتهاب الوجه البسيط المتقطع في شكل خفيف من المرض، وفي الشكل الحاد يوجد التهاب حاد في أحد الجيوب الأنفية تحت الحجاج أو كليهما مع وذمة في الأنسجة المحيطة. يمكن أن يتسبب التورم في إغلاق إحدى العينين أو كليهما. تتضخم الفراغات بين بين نصفي الفك السفلي كمسار للمرض.

## السبب
ينتج هذا المرض عن بكتيريا تسمى Avibacterium paragallinarum، وهي بكتيريا سلبية الغرام، تكون البكتيريا على شكل عود وهي أليفة الهواء القليل وغير متحركة. يتطلب نموها وجود نيكوتيناميد الأدينين ثنائي النوكليوتيد. هناك ثلاثة أنواع مصلية A و B و C من A. paragallinarum التي تتعلق بخصوصية النمط المناعي.

### الانتقال
يُعد المستودع الطبيعي للمرض هو دجاجات حاملة للمرض يمكن أن تكون سليمة ولكنها تؤوي المرض أو دجاجات مريضة بشكل مزمن. يصيب المرض جميع أعمار الدجاج. يمكن أن يستمر المرض في القطيع لمدة 2-3 أسابيع وتظهر علامات المرض ما بين 1-3 أيام بعد الإصابة. ينتقل المرض من خلال التفاعل المباشر والقطرات المحمولة جوًا وشرب المياه الملوثة. يساهم كل من الدجاج المصاب بالعدوى والدجاج الناقل بشكل كبير في انتقال المرض.

## التشخيص
يُجرَى ذلك من خلال عزل البكتيريا من الدجاج المشتبه في أن يكون له تاريخ من الزكام، كما تُستخدم الاكتشافات السريرية من الدجاج المصاب في تشخيص المرض. ويُعد تفاعل البوليمراز المتسلسل وسيلة موثوقة لتشخيص المرض.

## العلاج
يتم الوقاية من خلال استخدام الطيور الخالية من الزكام. في مناطق أخرى يعتبر استنقاء القطيع كله وسيلة جيدة لمكافحة المرض. يستخدم البكترين أيضًا لتقليل وحشية المرض. استُخدم التعرض الدقيق أيضًا ولكن يجب أن يتم بحذر. يتم تطعيم الكتاكيت في المناطق التي ترتفع فيها نسبة الإصابة بالأمراض. ويُعالج باستخدام المضادات الحيوية مثل إريثروميسين وديهيدروستربتوميسين وستربتوميسين وسلفوناميدات وتيلوزين وكوينولون.